# Тоймі Піткянен
Тоймі Піткянен (фін. Toimi Pitkänen, 23 травня 1928 — 17 вересня 2016) — фінський академічний веслувальник.
Бронзовий призер Олімпійських Ігор 1956 (розпашні четвірки зі стерновим), 1960 (розпашні двійки без стернового) років, учасник 1952, 1964 років.
Чемпіон Європи 1956 (розпашні четвірки зі стерновим), 1958 (розпашні двійки без стернового) років, срібний призер 1955 (розпашні двійки зі стерновим), 1961 (розпашні двійки без стернового) років.